# Comuna Novooleksiivka, Prîmorsk
Novooleksiivka (în ucraineană Новоолексіївка) este o comună în raionul Prîmorsk, regiunea Zaporijjea, Ucraina, formată din satele Lozuvatka și Novooleksiivka (reședința).

## Demografie
Componența lingvistică a comunei Novooleksiivka
     Ucraineană (44,79%)
     Rusă (30,03%)
     Bulgară (24,53%)
     Alte limbi (0,28%)
Conform recensământului din 2001, nu exista o limbă vorbită de majoritatea populației, aceasta fiind compusă din vorbitori de ucraineană (44,79%), rusă (30,03%) și bulgară (24,53%).